# Iosif Gołomb
Iosif Emmanuiłowicz Gołomb (ros. Ио́сиф Эммануи́лович Голо́мб; ur. 16 października 1920, zm. 26 stycznia 2005) – radziecki operator filmowy. Zasłużony Pracownik Kultury RFSRR (1985). Dokumentalista filmowy wielkiej wojny ojczyźnianej. Robił zdjęcia głównie do animacji lalkowej. Honorowy obywatel miasta Warna (Bułgaria).
Ukończył studia na wydziale operatorskim WGIK. Operator filmowy takich klasycznych animacji jak Moj zielonyj krokodił, Mańkut, Rękawica, Laguszonok iszczet papu, Krokodyl Giena, Padał proszłogodnij snieg, Sledstwije wiedut kołobki. Zmarł w Moskwie w wieku 85 lat. Pochowany na Cmentarzu Dońskim.

## Wybrana filmografia
- 1954: Weseli łowcy
- 1961: Trzy pingwiny
- 1962: Kto kogo obraził
- 1964: Jak żabka szukała taty
- 1964: Mańkut
- 1967: Rękawica
- 1969: Krokodyl Giena
- 1979: Pomyłka Dziadka Au